# Liangshan
Liangshan (chiń. 凉山彝族自治州, pinyin: Liángshān Yízú Zìzhìzhōu) – prefektura autonomiczna mniejszości etnicznej Yi w Chinach, w prowincji Syczuan. 
Siedzibą prefektury jest Xichang. W 1999 roku liczyła 3 939 342 mieszkańców.

## Podział administracyjny
Prefektura autonomiczna Liangshan podzielona jest na:
- 2 miasta: Xichang, Huili,
- 14 powiatów: Yanyuan, Dechang, Huidong, Ningnan, Puge, Butuo, Jinyang, Zhaojue, Xide, Mianning, Yuexi, Ganluo, Meigu, Leibo,
- powiat autonomiczny: Muli.